# Гавриловка (Таруський район)
Гавриловка (рос. Гавриловка) — присілок в Таруському районі Калузької області Російської Федерації.
Населення становить 0 осіб. Входить до складу муніципального утворення Село Барятино.

## Історія
Від 2004 року входить до складу муніципального утворення Село Барятино

## Населення
| 2002 | 2010 |
| ---- | ---- |
| 4    | ↘0   |